# ГЕС Квенанґен
ГЕС Квенанґен (норв. Kvænangsbotn kraftverk) — гідроелектростанція на півночі Норвегії за 120 км на схід від Тромсе. Становить нижній ступінь гідровузла, який використовує ресурс зі сточища ряду річок, що впадають у Reisafjorden та Sørfjorden (відповідно південно-західне та південне продовження великого фіорду Квенанґен).
Забір ресурсу для роботи станції відбувається з водосховища-озера Corrojavrrit (Smavatnan), яке має площу поверхні 1,4 км2, об'єм 23 млн м3 та можливе коливання рівня між позначками 294 та 315 метрів НРМ. Ця водойма, розташована на правій притоці річки Ábojohka (впадає у Sørfjorden), отримує поповнення з трьох напрямків:
- Через ГЕС Småvatna та ГЕС Lassajarvi (відповідно середній та верхній ступені гідровузла з потужністю 22 МВт та 7 МВт) із розташованого у верхній течії Ábojohka озера Abojavri. До останнього, своєю чергою, перекидається ресурс із кількох озер у правобережній частині сточища річок Hirvasselva (гирло на узбережжі Sørfjorden дещо західніше від виходу Ábojohka) та Reisaelva (впадає у Reisafjorden ще далі на захід).
- З водозабору у нижній течії Ábojohka.
- Через тунель довжиною 3,4 км та малу ГЕС Carrujavrit (2 МВт) із річки Njemenjaikujohka (у верхній течії Njarbesjohka), яка впадає у той самий Sørfjorden на схід від гирла Ábojohka.

Зі сховища Corrojavrrit ресурс подається на північ до розташованого за 1,7 км підземного машинного залу, облаштованого у прибережному гірському масиві між гирлами Ábojohka та Njemenjaikujohka. Тут у 1965 році запустили дві турбіни типу Френсіс потужністю по 22 МВт, які використовували напір у 313 метрів та повинні були виробляти 161 млн кВт·год електроенергії на рік. Наразі загальна потужність цієї станції зазначається як 55,5 МВт з виробництвом 190 млн кВт·год електроенергії.
Відпрацьована вода відводиться по відвідному тунелю у розташований за 0,3 км Sørfjorden.